# Kulturhof-Johannes-Aquila

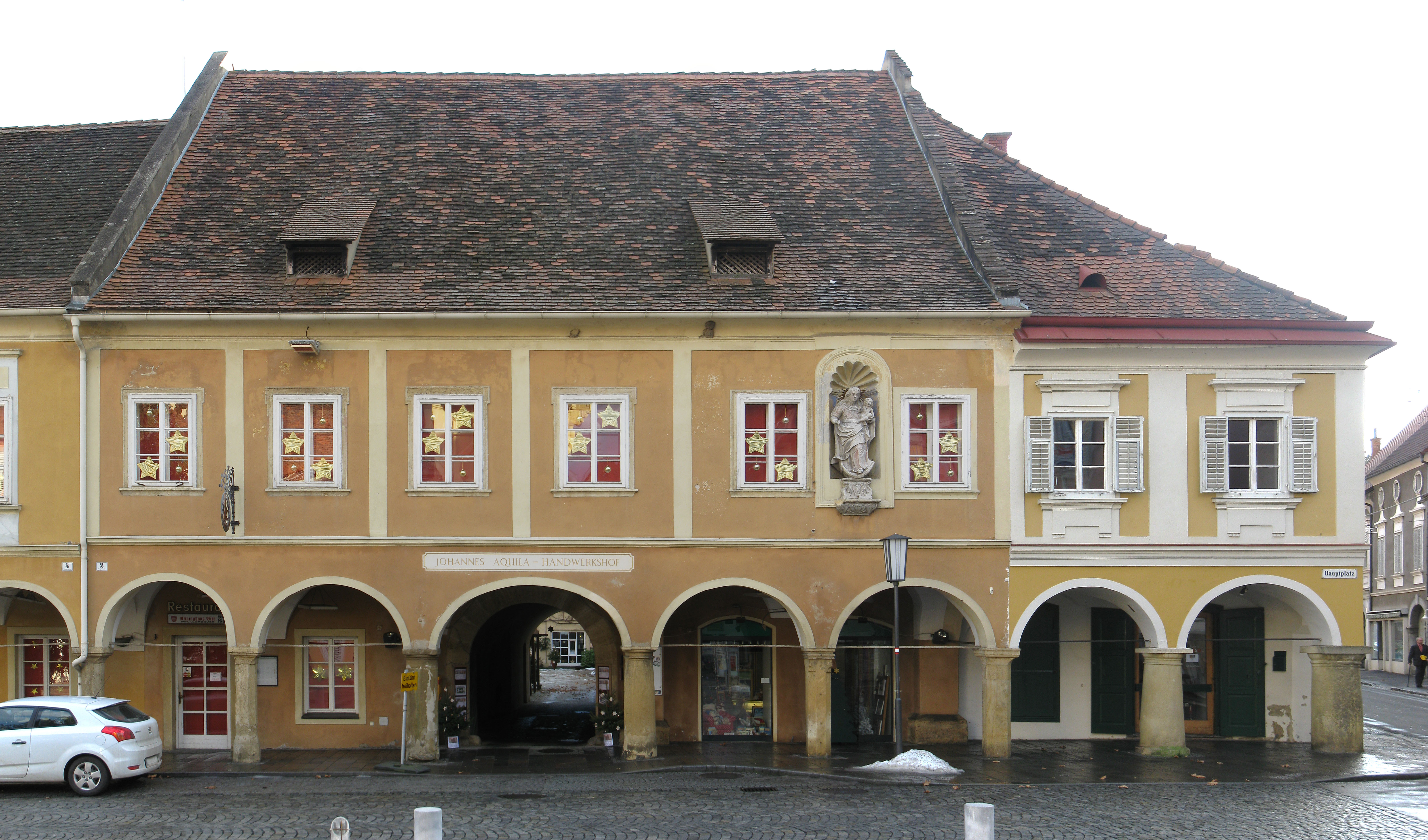
Johannes Aquila – Handwerkshof

Der Kulturhof-Johannes-Aquila ist ein Gebäude am Hauptplatz in Bad Radkersburg und steht unter Denkmalschutz. Hofseitig besteht die nach Johannes Aquila benannte Nutzung als Kulturzentrum mit Ausstellungen und einer Außenstelle des Stadtmuseums zum Hafnergewerbe.

## Architektur
Die drei mit einem Laubengang mit Pfeilern und Rundarkaden zum Hauptplatz der Stadt verbundene Gebäude aus der 1. Hälfte des 16. Jahrhunderts haben hofseitig einen weiträumigen Hof. Die Fassadengestaltung ist aus dem 19. Jahrhundert. Die Nischenfigur Maria mit Kind auf der Mondsichel schuf 1668 der Bildhauer Johann Prandner. Die ebenerdigen Räumlichkeiten waren zum Hauptplatz Handelsräume. Hinter einer überwölbten Einfahrt befanden sich in einem weitläufigen Hof Werkstätten und Räume für Fuhrwerk, Vieh und Gesinde.

## Ausstellungen
- 2001 kunst-uns. Mony Khoury
- 2002 Jürgen Schiefer[1]
- 2012 Positiv/Negativ. Fotografien und Skulpturen von Nándor Vidákovich, keramische Arbeiten von Renate Mehlmauer und Objekte aus der ehemaligen Hafnerei des Franz Straßgürtel[2]